# Casimir Roumeguère
Jean-Marie Saturnin Casimir Roumeguère, né le 15 août 1828 à Toulouse et mort le 29 février 1892 dans la même ville, est un botaniste et mycologue français.
Son herbier est conservé à l'Institut des herbiers universitaires de Clermont-Ferrand.
Il fut directeur du journal la Revue mycologique dont le numéro 1 est daté du 1er janvier 1879. C'est la première revue au monde exclusivement consacrée aux champignons. Roumeguère en assure la parution trimestrielle pendant treize ans, jusqu'à son décès en 1892.
Ses collections de champignons sont réparties dans plusieurs herbiers, parmi lesquels Fungi Gallici exsiccati, Fungi exsiccati praecipue Gallici et Fungi selecti exsiccati. Ses collections d'algues sont incluses dans la collection Algues de France.
Outre ses recherches en botanique et mycologie, il publie quelques travaux relatifs à la géologie, la conchologie et l'archéologie,.

## Éponymie
- Roumegueria : nom de genre publié par (Pier Andrea Saccardo) Paul Christoph Hennings (1908).
- Roumegueriella : nom de genre publié par Carlos Luigi Spegazzini (1880).
- Roumeguerites : nom de genre publié par Petter Adolf Karsten (1879)[8],[9].

## Publications

### Principaux ouvrages
- La botanique, la conchyliologie et la géologie dans le midi de la France, 1835-1858, Toulouse, A. Chauvin, coll. « Congrès Méridional, session de 1858, extrait des mémoires », 1959, 56 p. (lire en ligne)
- Des Lichens, et en particulier des Lichens des environs de Toulouse, pouvant être utilisés dans l'économie domestique, la médecine et les arts industriels, 1860 (OCLC 1040869767, lire en ligne)
- Cryptogamie illustrée: ou histoire des familles naturelles des plantes acotylédones d'Europe ; coordonnée suivant les dernières classifications et complétée par les recherches scientifiques les plus récentes, J.-B. Baillère, 1868 (OCLC 6339614, lire en ligne)
- Nouveaux documents sur l'histoire des plantes cryptogames et phanérogames des Pyrénées, J.B. Baillière, 1876 (OCLC 610412044, lire en ligne)
- Statistique botanique du département de la Haute-Garonne, J.-B. Baillère [i.e. Baillière, 1876 (OCLC 11461763, lire en ligne)
- Flore mycologique du département de Tarn-et-Garonne. Agaricinées: étude qui a obtenu la médaille d'or de 400 fr. au Concours de 1877, Forestié, 1879 (OCLC 6643231, lire en ligne)

### Principaux articles
- Berlese, A.N.; Saccardo, F.; Roumeguère, C. 1889. Contributiones ad floram mycologicam lusitaniae. II. Fungi lusitanici a cl. Moller lecti. Revue Mycologique Toulouse 11: 117-12
- Debeaux, O.; Trabut, A.; Therry, J.; Telesphore; Roumeguère, C. 1880. Bouquet de champignons nouveaux observés dans le Midi de la France et en Algérie (1879-1880). Revue Mycologique Toulouse 2: 187-191
- Karsten, P.A.; Fautrey, F.; Roumeguère, C. 1890. Fungi novi vele minus bene cogniti. Revue Mycologique Toulouse 12: inc. 127
- Karsten, P.A.; Roumeguère, C. 1890. Champignons nouveaux du Tonkin. II. Revue Mycologique Toulouse 12: 75-79
- Passerini, G.; Roumeguère, C. 1885. Fungi Gallici exsiccati. Centurie XXXIV. Revue Mycologique Toulouse 7: 167-178
- Roumeguère, C. 1879. Recent experiments by Dr. Minks. “Lichens not parasitical fungi on algae”. Grevillea 7 (43): 89-92
- 1880. Publication des ‘Reliquiae Libertianae’. Pars 1. Revue Mycologique Toulouse 2 (1): 7-24
- 1880. Fungi Gallici exsiccati, cent. X. Revue Mycologique Toulouse 2: 200-202
- 1881. Saccardo, P.A., C. Roumeguère. 1881. Fungi Algerienses Trabutiani – Sertulum II. Revue Mycologique Toulouse 3 (9): 26-32
- 1882. Avec Saccardo, P.-A , Fungi Gallici exsiccati. Centurie XXII. Revue Mycologique Toulouse 4: 150-[153]
- 1884. Reliquiae mycologicae Libertianae. Series IV. Revue Mycologique Toulouse 6: 26-39
- 1885. Fungi exsiccati praecipue Gallici. Centurie XXXIV. Revue Mycologique Toulouse 7: 167-178
- 1885. Fungi Algerienses, Tahitenses et Gallici. Revue Mycologique Toulouse 7: 158-161
- 1886. Fungi Gallici exsiccati. Centurie XXXVII. Revue Mycologique Toulouse 8: 85-94
- 1886. Fungi Gallici exsiccati. Centurie XXXVIII. Revue Mycologique Toulouse 8: 146-156
- 1886. Une nouvelle maladie du froment. Revue Mycologique Toulouse 8: 177-178
- 1887. Winter, G.; C. Roumeguère. 1887. Champignons parasites des Eucalyptus. Revue Mycologique Toulouse 9: 41-42
- 1889. Fungi selecti exsiccati. Revue Mycologique Toulouse 11: 61-69
- 1889. F. Fautrey, Fungi selecti gallici exsiccati. Century 49 [Nº 4801-4900]. Roumeguère & Fautrey
- 1891. Fungi exsiccati praecipue Gallici. Centurie LVIIe. Revue Mycologique Toulouse 13: 73-83
- 1891. Fungi Gallici Exsiccati. Centurie LIXe. Revue Mycologique Toulouse 13 (52): 163-173
- 1892. Fungi exsiccati praecipue Gallici, LXe centurie. Revue Mycologique Toulouse 14: 1-11
- 1892. Fungi exsiccati praecipue Gallici, LXIIe centurie. Revue Mycologique Toulouse 14: 168-178,